# Часовая промышленность Швейцарии
Часовая промышленность Швейцарии — отрасль промышленности Швейцарии. По состоянию на 2022 год находится на третьем месте среди экспортирующих отраслей, на производстве занято 60 000 человек, доля в ВВП составляет 4 %.
Швейцария является мировым лидером по экспорту часов в стоимостном выражении. Часовая отрасль занимает в Швейцарии особое место, механические часы были включены Федеральным Советом Швейцарии в перечень из восьми традиций швейцарцев как кандидаты для включения в список нематериального культурного наследия человечества ЮНЕСКО. Возможность наносить на часы маркировку «Swiss Made» (Сделано в Швейцарии) охраняется законом 232.119 (рус.)  и предоставляется при соблюдении производителем ряда требований, основное — не менее половины по стоимости деталей в часовом механизме должны быть швейцарскими. Также в швейцарском законе даны официальные определения: «Наручные часы», «Швейцарские часы», «Швейцарский механизм» и другие.

## История

### Зарождение часовой промышленности (XVI—XVII века)
Во время религиозных войн во Франции во второй половине XVI века множество гугенотов, спасаясь от расправы, эмигрировали в Швейцарию, где обосновался реформатор церкви и французский богослов Жан Кальвин. Среди эмигрантов было множество талантливых ремесленников, механиков и часовщиков, которые осели в городах Швейцарии и открыли там свои мастерские. Первую мастерскую основал в Женеве бургундец Шарль Кузен в 1587 году. В то же время реформаторская деятельность Кальвина запрещала во имя протестантской морали носить украшения. Но люди нашли выход в ношении часов, а мастера стали создавать часы как шедевры ювелирного искусства, делая их из золота с использованием драгоценных камней.
В 1658 году во Франции был отменен Нантский эдикт, который поддерживал мир между католиками и протестантами, это вызвало ещё одну волну эмиграции гугенотов из Франции в соседние страны, и в том числе в Швейцарию. В результате часовая промышленность Франции пришла в упадок, а в Швейцарии к XVII веку насчитывалось уже 100 часовых мастеров и 300 подмастерьев, выпускавших 5000 часов в год.

### Развитие в XVIII веке

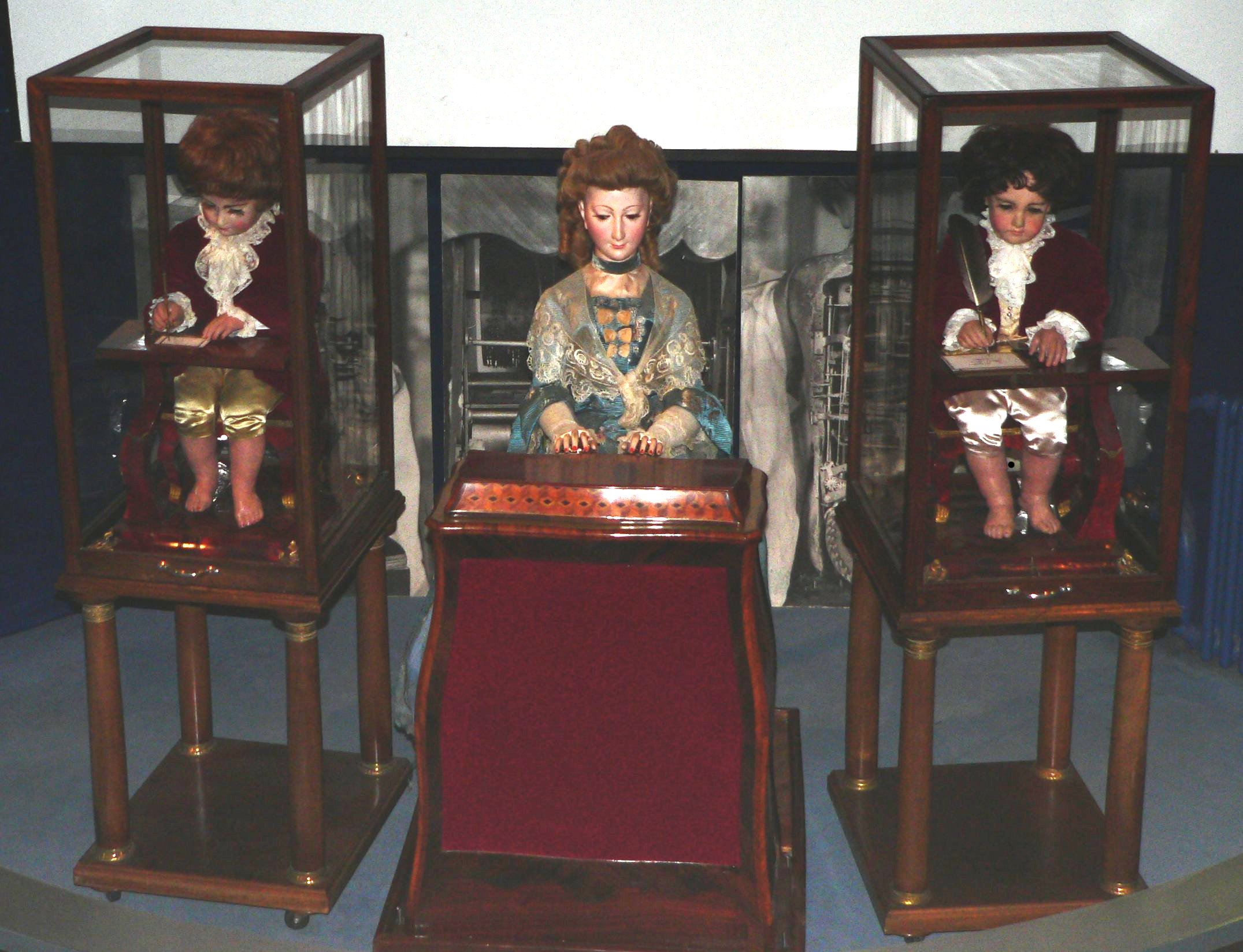
Куклы-автоматы Пьера Жаке-Дро

В 1758 году швейцарский мастер Пьер Жаке-Дро поразил своими механическими творениями испанского короля Фердинанда VI. Жаке-Дро в составе швейцарской делегации привез в Мадрид шесть маятниковых часов, которые отбивали время автоматически без всякого постороннего вмешательства. Все часы были куплены для королевских дворцов в Мадриде и Вильявисьоса-де-Одон за внушительное вознаграждение в 2000 золотых пистолей. Вырученные средства швейцарский часовщик направил на создание уникальных механических кукол-автоматов, которые сохранились до сих пор, полностью функционируют и демонстрируются в Музее истории и искусства в Невшателе. В 1774 году Пьер Жаке-Дро открывает представительство в Лондоне и начинает экспортировать свою продукцию в Китай и Индию.
В 1770 году швейцарский часовщик Абрагам-Льюис Переллет из Ле-Локля реализовал идею часов, которые не имели специального ключа для завода, а заводились самостоятельно c помощью особого механизма во время ходьбы. Однако, у этих часов имелся значительный недостаток: если механизм останавливался, то, чтобы запустить часы, их вновь нужно было потрясти.

### Начало использования искусственных камней (XIX век)
Если в Англии начали использовать рубины в часовых механизмах ещё в самом начале XVII века, то в Швейцарии рубины нашли применение только в 1825 году, и именно в Швейцарии эти камни получили наибольшее распространение. Однако массовое использование технологии стало возможным только после того, как французские ученые Фреми и Огюст Вернейль в 1905 году нашли способ производства синтетических рубинов. В Швейцарии их стали изготавливать из местных залежей боксита. Применение искусственных рубинов в часовых механизмах сильно снизило трение и износ деталей и повысило время стабильной работы часов в целом.

### Кварцевый кризис (1970—1990)

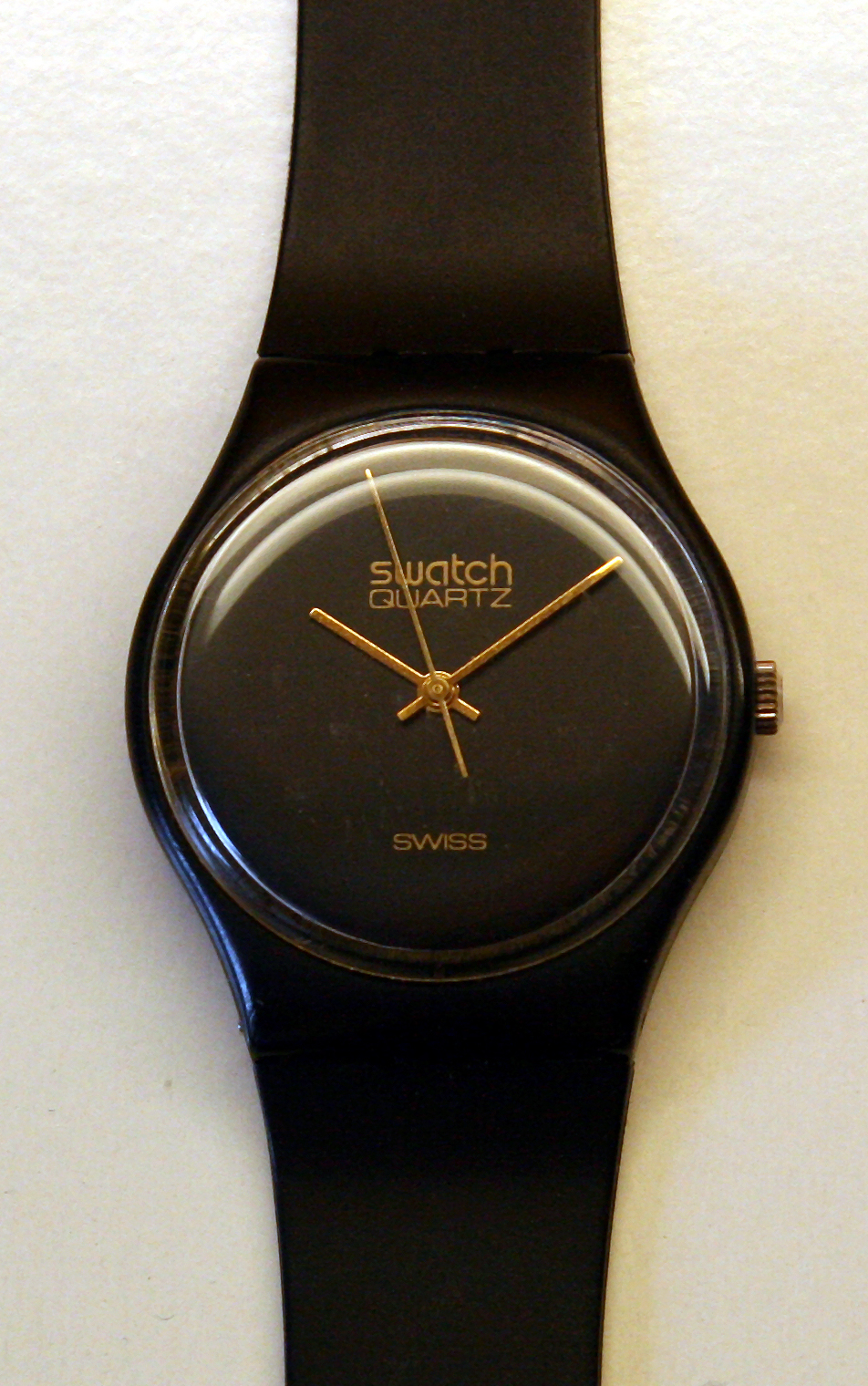
Swatch GB 101, первая серия (1983), более известные под названием «кварц»

С 1959 года началось неофициальное соревнование между японскими специалистами фирмы Seiko и швейцарскими инженерами по созданию компактных кварцевых часов.
В 1969 году фирма Seiko представила первые наручные кварцевые часы. Швейцарские инженеры не отставали и уже через год также продемонстрировали миру кварцевые наручные часы на ярмарке в Базеле. Однако, пока Seiko активно внедряли новые технологии, швейцарцы колебались. Слишком сильны были старые традиции производства механических часов. В результате этой ошибки в швейцарской часовой промышленности наступил серьезный кризис. С 1970 по 1991 год количество часовых производств снизилось с 1670 до 570, доля швейцарской продукции на мировом рынке снизилась с 50 % до 15 %, а количество занятых в отрасли людей сократилось с 90 000 до 25 000.
Для преодоления возникшего кризиса в 1983 году швейцарские организации часовщиков SSIH и ASUAG слились в группу SMH (Swiss Association for Microelectronics and Watch), переименованную в 1998 году в Swatch Group. Общими усилиями были разработаны и выпущены на рынок часы «Swatch» («Second Watch» — «Вторые часы»). «Вторыми» они были названы потому, что представляли из себя совершенно новый для Швейцарии тип часов, недорогие, легкие, компактные, сделанные из пластика, резины и других искусственных материалов. Такие часы идеально подходили для массового производства и могли на равных конкурировать с дешевыми кварцевыми часами, которые производили японские фирмы Seiko и Citizen.
Отличительной чертой недорогих кварцевых часов «Swatch» стал дизайн. К разработке моделей были привлечены известные художники, предлагающие неожиданные оригинальные творческие решения. Принятая стратегия оказалась плодотворной: изделия «Swatch» стали пользоваться большим спросом как модный аксессуар, а также предмет коллекционирования. 
Часы «Swatch» завоевали большую популярность в мире и к 1992 году их было продано 100 млн. штук. Таким образом, Швейцария начала возвращать себе лидирующие позиции на мировом рынке часов.

### Развитие отрасли в период с 1990 по 2012
Середина 1990-х ознаменовалась повышенным мировым спросом на предметы роскоши, в том числе на элитные швейцарские механические часы. Это позволило экспорту в часовой промышленности до 2010 года расти быстрее, чем во всех остальных отраслях швейцарской промышленности. Большую роль в росте экспорта сыграла дальновидная политика производителей выхода на азиатский рынок, который дал в период 2000-2012 годы 70% от прироста экспорта. Однако, с середины 2012 года экспорт стал замедляться, что связано прежде всего с азиатским рынком, сказалось замедление экономического развития в Китае и введённые ограничения в рекламе, а также борьба с коррупцией.

## Состояние отрасли в наши дни
На сегодняшний день в стоимостном выражении Швейцария лидирует на мировом рынке часов. В 2015 году было экспортировано товаров на 22 млрд долларов (на втором месте Гонконг — около 10 млрд долларов) в 200 стран мира, на 95 % экспорт составляют наручные часы. При этом, по количеству проданных часов Швейцария находится на третьем месте, занимая всего около 3 % рынка. Кроме экспорта за границу, внутри Швейцарии также существует большой рынок сбыта часов, на котором основными потребителями являются туристы.
В настоящее время происходят изменения во внутренней структуре часовой промышленности Швейцарии. Крупные компании, желая взять под свой контроль всю производственную цепочку, скупают мелких производителей комплектующих или наращивают собственные производства, тем самым добиваясь независимости от поставщиков и эксклюзивности своих изделий.
Федерация швейцарской часовой промышленности проводит последовательную политику ужесточения требований к условиям маркировки швейцарских часов надписью «Swiss Made». В 2013 году организация выступила с инициативой об увеличении процента деталей швейцарского производства до 60 % в швейцарских часах. Все крупные производители поддерживают данную инициативу, поскольку в часовой промышленности существует проблема замены швейцарских деталей импортными аналогами, что дискредитирует бренд «Swiss Made». Однако, большое количество мелких производителей выступает против ужесточения требований, так как считает, что отказ от иностранных комплектующих приведёт к подорожанию их продукции и в конечном итоге к банкротству многих небольших производителей часов.
В целом, перспективы швейцарской часовой промышленности оцениваются как положительные, аналитики предполагают в ближайшем будущем незначительный рост, особенно в сегменте эксклюзивных и дорогих часов. Так же ожидается, что улучшение уровня жизни в Китае и ликвидация барьеров в торговле станет причиной роста рынка Китая, а это снова приведёт к повышенному спросу на швейцарские часы.
Пандемия COVID-19 (2020): экспорт швейцарских часов в апреле рухнул на 80 %; это самое значительное падение как минимум за два десятилетия.

### Часовые организации Швейцарии
- Swatch Group — коммерческая публичная компания, объединение ассоциаций SSIH и ASUAG и независимых Швейцарских производителей[22].
- Федерация швейцарской часовой промышленности (Fédération de l’industrie horlogère suisse), FH — некоммерческая, национальная организация часовой промышленности Швейцарии[23].
- Академия независимых часовщиков (Académie Horlogère des Créateurs Indépendants) AHCI — не коммерческая, интернациональная организация[24].
- Официальный швейцарский контроль хронометров[англ.] COSC — не коммерческая швейцарская организация, проводящая тестирование механических и кварцевых часов[25].

### Швейцарские производители часов
В Швейцарии насчитывается около 700 предприятий часового производства, находящихся преимущественно в Женеве и регионе гор Юра.
Предприятия с численностью более 1000 человек: Richemont, Swatch Group, Rolex, Patek Philippe.
| Рейтинг 20 самых дорогих швейцарских часовых брендов 2014 года (нем.) | Рейтинг 20 самых дорогих швейцарских часовых брендов 2014 года (нем.) | Рейтинг 20 самых дорогих швейцарских часовых брендов 2014 года (нем.) |
| Позиция                                                               | Бренд                                                                 | Стоимость бренда, млн. CHF                                            |
| --------------------------------------------------------------------- | --------------------------------------------------------------------- | --------------------------------------------------------------------- |
| 1                                                                     | Rolex                                                                 | 5492                                                                  |
| 2                                                                     | Omega                                                                 | 3138                                                                  |
| 3                                                                     | Cartier                                                               | 2921                                                                  |
| 4                                                                     | Patek Philippe                                                        | 1579                                                                  |
| 5                                                                     | Swatch                                                                | 1135                                                                  |
| 6                                                                     | TAG Heuer                                                             | 977                                                                   |
| 7                                                                     | Longines                                                              | 801                                                                   |
| 8                                                                     | IWC                                                                   | 760                                                                   |
| 9                                                                     | Breguet                                                               | 737                                                                   |
| 10                                                                    | Audemars Piguet                                                       | 728                                                                   |
| 11                                                                    | Chopard                                                               | 674                                                                   |
| 12                                                                    | Jaeger-LeCoultre                                                      | 659                                                                   |
| 13                                                                    | Piaget                                                                | 600                                                                   |
| 14                                                                    | Tissot                                                                | 580                                                                   |
| 15                                                                    | Vacheron Constantin                                                   | 548                                                                   |
| 16                                                                    | Hublot                                                                | 378                                                                   |
| 17                                                                    | Rado                                                                  | 360                                                                   |
| 18                                                                    | Girard-Perregaux                                                      | 345                                                                   |
| 19                                                                    | Breitling                                                             | 317                                                                   |
| 20                                                                    | Baume & Mercier                                                       | 312                                                                   |